# Pseudorabdion albonuchalis
Espèce
Synonymes
- Geophis albonuchalis Günther, 1896

Statut de conservation UICN

 LC  : Préoccupation mineure
Pseudorabdion albonuchalis  est une espèce de serpents de la famille des Colubridae.

## Répartition
Cette espèce est endémique de Bornéo. Elle se rencontre au Sarawak et au Sabah en Malaisie orientale, au Kalimantan en Indonésie et au Brunei.

## Description
L'holotype de Pseudorabdion albonuchalis mesure 24 cm dont 4 cm pour la queue. Son dos est noir profond. Sa nuque et la moitié de son crane sont teintés de blanc pur.

## Étymologie
Son nom d'espèce, du latin, albo, « blanc », et nuchalis, dérivé de nuca, « nuque », lui a été donné en référence à son collier blanc.

## Publication originale
- Günther, 1896 : Descriptions of two new species of snakes from Sarawak. Annals and Magazine of Natural History, ser. 6, vol. 17, p. 228-229 (texte intégral).